# Fryderyka
Fryderyka est un prénom féminin polonais.

## Prénom
- Fryderyka Cohensius (pl) (1914-2016), militante sociale polono-israélienne
- Fryderyka Elkana (pl) (née en 1942), chanteuse de jazz polonaise
- Fryderyka Lazarusówna (pl) (1879-1942), écrivaine polonaise

## Référence
1. ↑  (en) « 10th Century Frisian Masculine Names », sur heraldry.sca.org (consulté le 28 décembre 2017)